# Society for Worldwide Interbank Financial Telecommunication
Pour les articles homonymes, voir SWIFT.
La Society for Worldwide Interbank Financial Telecommunication, connue sous l'acronyme SWIFT, qui signifie « prompt », « rapide » en anglais, est une société coopérative de droit belge, basée à La Hulpe près de Bruxelles, détenue et contrôlée par ses adhérents parmi lesquels se trouvent les plus grosses banques mondiales. Fondée en 1973, elle a ouvert un réseau opérationnel de même nom en 1977. Sa principale fonction est de servir de réseau par lequel les messages permettant d'initier les paiements internationaux sont échangés.
Comme elle gère l'enregistrement des BIC, le terme « Code SWIFT » est parfois utilisé pour désigner le BIC.

## Histoire
Fondée en 1973 afin de remédier aux inconvénients des flux papier, la société SWIFT opérait au sein de 239 banques réparties dans 15 pays. Sous forme de coopérative bancaire, elle fournit maintenant des services de messagerie standardisée de transfert interbancaire et des interfaces à plus de 10 800 institutions dans plus de 205 pays, pour un montant de transactions journalières total se chiffrant en milliers de milliards de dollars US.
En 2014, son réseau d'adhérents compte plus de 2 200 personnes morales. Ses principaux clients sont des banques, des sociétés de courtage, des organisations de compensation et des bourses d'échanges partout dans le monde. SWIFT transmet plus de 25 millions de transactions chaque jour. En 2014, c'est 5,6 milliards de messages qui ont été envoyés via SWIFT.

## Le réseau SWIFT
Le réseau SWIFT est une composante du système financier international. SWIFT agit en tant qu'intermédiaire facilitant le transport des messages contenant des instructions de paiement entre les institutions financières impliquées dans une transaction. SWIFT ne gère pas de comptes pour des particuliers ou d'institutions financières, et ne détient pas de fonds ou d'actifs financiers. Il ne propose pas non plus des fonctions de compensation ou de règlement des transactions. Après avoir été initié, un paiement doit être réglé par le biais d'un système de paiement, tel que TARGET2 en Europe. Dans le contexte des transactions transfrontalières, cette étape s'effectue souvent par l'intermédiaire des comptes détenus auprès de banques correspondantes par les institutions financières entre lesquelles le paiement a lieu,.

## Règles de fonctionnement
Les ordres SWIFT font l'objet d'une normalisation afin d'en automatiser le traitement, et ainsi les exécuter dans les plus brefs délais. Les données classiques d'un virement bancaire (coordonnées bancaires de l'émetteur et du récepteur, un libellé de motif et des zones de service tel que commission, type de message, etc) sont codifiées.
Par exemple, les banques y sont identifiées par leur code BIC. SWIFT gère l'enregistrement de ces codes. Pour cette raison, le code BIC est aussi souvent appelé code SWIFT.

## Fraudes
En 2016, le cyber-braquage de la banque centrale du Bangladesh a révélé une vulnérabilité des plateformes SWIFT Alliance d'accès au réseau.

## Utilisation à des fins de lutte contre le terrorisme
À la suite des attentats du 11 septembre 2001, les États-Unis exploitent secrètement les données du réseau SWIFT sans aucune base juridique. Cependant, la justice belge, où la société SWIFT est domiciliée, estime que celle-ci présentait des garanties suffisantes et abandonne les poursuites judiciaires à son encontre.
En novembre 2009, un accord est conclu entre les États-Unis et les vingt-sept États membres de l'Union européenne, mais il est rejeté par le Parlement européen, au motif qu'il ne protége pas suffisamment les libertés individuelles.
Un deuxième accord, dit « SWIFT II », est alors négocié pour prendre en compte les exigences du Parlement. Il entre en vigueur le 1er août 2010 et donne aux autorités américaines l'accès aux données bancaires européennes stockées sur le réseau de la société SWIFT, avec un certain nombre de restrictions destinées à protéger les données personnelles des citoyens.

## Utilisations à des fins politiques
La résolution du 18 septembre 2014 du Parlement européen, demandant à l'Union européenne d'envisager de déconnecter la Russie du réseau SWIFT, confirme l'utilisation de SWIFT à des fins politiques. Elle a pour conséquence d'encourager la Russie à travailler sur un système alternatif, et la Banque centrale de la fédération de Russie développe le système de messagerie financière russe qui en septembre 2018 regroupe 416 entreprises et administrations russes. Selon le président de la commission parlementaire russe des marchés financiers, la Chine, la Turquie, l'Iran et la Russie travaillent à la connexion de leurs systèmes de paiements domestiques afin de se prémunir contre des sanctions américaines.
Selon le Premier ministre israélien et le Président Italien de l'époque, les sanctions des États-Unis de 2018 cherchent à débrancher SWIFT de l'Iran pour changer le régime politique en place dans ce pays, alors que le secrétaire au Trésor américain Steven Mnuchin considère en 2018 que les États-Unis avaient déjà déconnecté l'Iran de SWIFT entre 2012 à 2016.
Le 24 février 2022, lors de l'invasion de l'Ukraine par la Russie, les Occidentaux, Américains et Européens envisagent d'empêcher la Russie d'accéder au système SWIFT. Le 26 février 2022, la Commission européenne, la France, l'Italie, l'Allemagne, le Royaume-Uni, les États-Unis et le Canada s'accordent pour exclure la Russie du réseau SWIFT, initiative rejointe par le Japon le lendemain. La deuxième banque russe, VTB, annonce pour 2022, une perte de 612,6 milliards de roubles, soit environ 7 milliards d'euros. La banque explique ces pertes par les représailles à la suite de  l'invasion de l'Ukraine par la Russie, dont son exclusion du système de paiements international Swift.